# Leonid Govorov

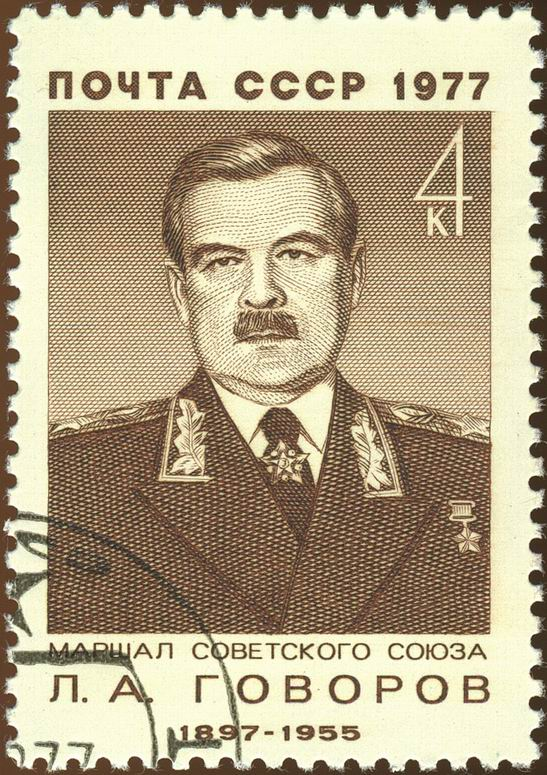
Mareşalul sovietic Leonid Govorov.

Leonid Aleksandrovici Govorov (în rusă Леонид Александрович Говоров) (n. 22 februarie 1897 – d. 19 martie 1955) a fost un mareșal rus, unul dintre principalii comandanți militari sovietici din timpul celui de-al doilea război mondial și a fost decorat cu Ordinul Steagul Roșu. 